# Domnall Gott mac Domnaill
Domnall Got mac Domnaill Cairprech Mac Cárthaig (anglicisé en: Donal Gott MacCarthy)  (mort le 29 août 1252) membre de la famille MacCarthy qui fut seigneur de Cairprech  (Carbery) dans le sud du Munster en Irlande, puis roi de Desmond de 1247 à sa mort,,.

## Biographie
Domnall Got mac Domnaill est le 3e et plus jeune des fils de Domnal Mór na Corra mac Diarmata, roi de Desmond (1185-1206). Après la mort de son frère aîné Diarmait Dúna Droignéin mac Domnaill il devient en 1230 le tanaiste de son frère puîné Cormac Finn  mais en 1232 ce dernier le capture. Relâche quelques mois plus tard, il tue lors d'un combat trois fils de Muirchertach Ó Mathghamhna (anglais: O'Mahony), pille son domaine et s’empare du territoire situé entre Kinelmeky et Ivagha, il divise ainsi le domaine de ce sept en deux parties discontinues. Dermait Ó Mathghamhna demeure seigneur d'Ivagha, et son frère Conchobar, seigneur de Kinelmeaky. Il crée ainsi la  base de la future seigneurie des Mac Carthaigh Riabach (anglicisé en Reagh).
Selon les Annales d'Innisfallen, Domnall "reste dans le sud". C'est-à-dire sur le côte sud-ouest du Munster et il y implante un petit royaume semi-indépendant  à Carbery ce qui lui permet de ce fait de recevoir le sobriquet additionnel de Domhnall Cairprech. En 1247 après la mort de son frère Cormac Fin il devient également roi de Desmond. En 1250 il capture et fait tuer son neveu Fíngen mac Diarmata mais il est moins, heureux dans la guerre qu'il commença alors contre les familles Fitzgerald et Domnall est tué, le 2 août 1252, par John FitzThomas († 1261), fils de Thomas FitzMaurice († 1213),.

## Postérité
Domnall Gott laisse cinq fils
- Fíngen mac Domnaill Guit dit Fíngen de Rinrone roi de Desmond 1252-1261
- Tagd Dall (c'est-à-dire: l'Aveugle) Mac-Carthy, dont la postérité est connue sous le nom de Clan-Taig-Dallain.
- Cormac mac Domnaill Guit dit de Mangerton (ou an-Mangartan), roi de Desmond de 1261 à 1262
- Diarmait Remar mort en 1279
- Domnall Máel Caiprech fl. 1280-1310 ancêtre de la lignée des Marc Carthaigh Riabhach seigneur de Caibre (Carbery dans le comté de Cork)

## Sources
- Anthony Stokvis, préf. H. F. Wijnman, Manuel d'histoire, de généalogie et de chronologie de tous les états du globe, depuis les temps les plus reculés jusqu'à nos jours, Leyde, éditions Brill, 1889 réédition 1966, Volume II  Chapitre  II.Monomie [Munha, Munster], § 3 Des-Munha [Desmond] p. 259 :  Généalogie des rois de Desmond . Tableau généalogique Tableau n° 24 p. 263.
- (en) Clare Downham, Medieval Ireland, Cambridge, Cambridge University Press, 2018 (ISBN 9781906716066)
- (en) Goddard Henry Orpen (Introduction de Seán Duffy), Ireland under the Normands 1169-1333, vol. III, Dublin, Four Courts Press (réédition), 2005, 633 p. (ISBN 9781846828188), p. 360 Appendix III The Mac Carthys of Desmond.
- (en) T.W Moody, F.X. Martin et F.J. Byrne, A New History of Ireland IX Maps, Genealogies, Lists. A companion to Irish History part II, Oxford, Oxford University Press, 2011, 690 p. (ISBN 978-0-19-959306-4).